# Unione Sportiva Triestina 1955-1956
Questa voce raccoglie le informazioni riguardanti l'Unione Sportiva Triestina nelle competizioni ufficiali della stagione 1955-1956.

## Rosa
| N. |                   | Ruolo | Calciatore        |
| -- | ----------------- | ----- | ----------------- |
|    | Italia (bandiera) | P     | Narciso Soldan    |
|    | Italia (bandiera) | P     | Antonio Nuciari   |
|    | Italia (bandiera) | D     | Giorgio Bernardin |
|    | Italia (bandiera) | D     | Carlo Belloni     |
|    | Italia (bandiera) | D     | Alfio Fontana     |
|    | Italia (bandiera) | D     | Mario Claut       |
|    | Italia (bandiera) | D     | Renato Toso       |
|    | Italia (bandiera) | D     | Adelchi Brach     |
|    | Italia (bandiera) | D     | Fulvio Varglien   |
|    | Italia (bandiera) | C     | Francesco Petagna |
|    | Italia (bandiera) | C     | Roberto Passarin  |

| N. |                     | Ruolo | Calciatore         |
| -- | ------------------- | ----- | ------------------ |
|    | Italia (bandiera)   | C     | Umberto Meggiolaro |
|    | Italia (bandiera)   | C     | Marcello Svorenich |
|    | Italia (bandiera)   | A     | Sergio Brighenti   |
|    | Italia (bandiera)   | A     | Arnaldo Lucentini  |
|    | Italia (bandiera)   | A     | Aldo Dorigo        |
|    | Germania (bandiera) | A     | Kurt Zaro          |
|    | Ungheria (bandiera) | A     | László Szőke       |
|    | Italia (bandiera)   | A     | Mario Renosto      |
|    | Italia (bandiera)   | A     | Giuseppe Tomad     |
|    | Italia (bandiera)   | A     | Renato Gelio       |

## Risultati

### Serie A

#### Girone di andata
| 18 settembre 1955 1ª giornata | Sampdoria | 1 – 0 | Triestina |  |

| 25 settembre 1955 2ª giornata | Triestina | 1 – 1 | Juventus |  |

| 2 ottobre 1955 3ª giornata | Triestina | 1 – 0 | Lazio |  |

| 9 ottobre 1955 4ª giornata | SPAL | 4 – 0 | Triestina |  |

| 16 ottobre 1955 5ª giornata | Atalanta | 2 – 0 | Triestina |  |

| 23 ottobre 1955 6ª giornata | Triestina | 1 – 3 | Milan |  |

| 30 ottobre 1955 7ª giornata | Torino | 5 – 0 | Triestina |  |

| 6 novembre 1955 8ª giornata | Triestina | 1 – 0 | Pro Patria |  |

| 13 novembre 1955 9ª giornata | Padova | 4 – 0 | Triestina |  |

| 20 novembre 1955 10ª giornata | Triestina | 0 – 0 | Novara |  |

| 8 dicembre 1955 11ª giornata | Bologna | 3 – 1 | Triestina |  |

| 25 dicembre 1955 12ª giornata | Fiorentina | 1 – 0 | Triestina |  |

| 1 gennaio 1956 13ª giornata | Triestina | 2 – 0 | Genoa |  |

| 8 gennaio 1956 14ª giornata | Triestina | 2 – 1 | Napoli |  |

| 15 gennaio 1956 15ª giornata | Inter | 0 – 0 | Triestina |  |

| 22 gennaio 1956 16ª giornata | Triestina | 0 – 0 | Roma |  |

| 29 gennaio 1956 17ª giornata | Lanerossi Vicenza | 1 – 1 | Triestina |  |

#### Girone di ritorno
| 12 febbraio 1956 18ª giornata | Triestina | 0 – 0 | Sampdoria |  |

| 19 febbraio 1956 19ª giornata | Juventus | 0 – 1 | Triestina |  |

| 26 febbraio 1956 20ª giornata | Lazio | 1 – 1 | Triestina |  |

| 4 marzo 1956 21ª giornata | Triestina | 3 – 1 | SPAL |  |

| 11 marzo 1956 22ª giornata | Triestina | 0 – 0 | Atalanta |  |

| 18 marzo 1956 23ª giornata | Milan | 1 – 0 | Triestina |  |

| 25 marzo 1956 24ª giornata | Triestina | 1 – 0 | Torino |  |

| 1 aprile 1956 25ª giornata | Pro Patria | 1 – 4 | Triestina |  |

| 8 aprile 1956 26ª giornata | Triestina | 1 – 0 | Padova |  |

| 15 aprile 1956 27ª giornata | Novara | 0 – 1 | Triestina |  |

| 29 aprile 1956 28ª giornata | Triestina | 1 – 3 | Bologna |  |

| 6 maggio 1956 29ª giornata | Triestina | 1 – 1 | Fiorentina |  |

| 10 maggio 1956 30ª giornata | Genoa | 1 – 0 | Triestina |  |

| 13 maggio 1956 31ª giornata | Napoli | 3 – 2 | Triestina |  |

| 20 maggio 1956 32ª giornata | Triestina | 0 – 0 | Inter |  |

| 27 maggio 1956 33ª giornata | Roma | 4 – 1 | Triestina |  |

| 3 giugno 1956 34ª giornata | Triestina | 0 – 2 | Lanerossi Vicenza |  |